# III (Foster the People)
III è un EP del gruppo indie rock statunitense Foster the People, pubblicato nel 2017.

## Tracce
1. Pay the Man – 3:53
2. Doing It for the Money – 3:47
3. S.H.C. – 4:13

## Formazione
- Mark Foster - batteria, chitarra, voce, percussioni, piano, sintetizzatore, programmazioni, vibrafono
- Mark Pontius - batteria, percussioni
- Sean Cimino - chitarra, piano, tastiera, cori
- Isom Innis - piano, tastiera, batteria, percussioni, cori